# Funkytown
"Funkytown" là một bài hát của nhóm nhạc người Mỹ Lipps Inc. nằm trong album phòng thu đầu tay của họ, Mouth to Mouth (1980). Nó được phát hành vào ngày 2 tháng 5 năm 1980 như là đĩa đơn thứ hai trích từ album bởi Casablanca Records. Bài hát được viết lời và sản xuất bởi thành viên của Lipps Inc. Steven Greenberg, trong khi phần hát được đảm nhiệm bởi giọng ca chính Cynthia Johnson. Được lấy cảm hứng từ nhịp sống ở thành phố New York, "Funkytown" được Greenburg sáng tác sau khi cảm thấy nhàm chán với cuộc sống lúc bấy giờ của ông ở Minneapolis, Minnesota và muốn chuyển đến New York, nơi được mệnh danh "Thị trấn sôi nổi". Đây là một bản disco và funk mang nội dung đề cập đến mong ước của một người về việc được sống ở một nơi lý tưởng và đem lại cảm giác hạnh phúc.
Sau khi phát hành, "Funkytown" nhận được những phản ứng tích cực từ các nhà phê bình âm nhạc, trong đó họ đánh giá cao giai điệu sôi động và thích hợp với những câu lạc bộ, cũng như quá trình sản xuất nó. Bài hát cũng tiếp nhận những thành công ngoài sức tưởng tượng về mặt thương mại với việc đứng đầu các bảng xếp hạng ở hơn 28 quốc gia trên thế giới, như Úc, Áo, Bỉ, Canada, Pháp, Đức, Hà Lan, New Zealand, Na Uy, Tây Ban Nha và Thụy Sĩ, đồng thời lọt vào top 5 ở tất cả những quốc gia còn lại, bao gồm Ireland, Ý, Thụy Điển và Vương quốc Anh. Tại Hoa Kỳ, nó đạt vị trí số một trên bảng xếp hạng Billboard Hot 100 trong bốn tuần liên tiếp, trở thành đĩa đơn quán quân đầu tiên và duy nhất của Lipps Inc. tại đây. Tính đến nay, nó đã bán được hơn 20 triệu bản trên toàn cầu, trở thành một trong những đĩa đơn bán chạy nhất mọi thời đại.
Hai video ca nhạc khác nhau đã được thực hiện cho "Funkytown", bao gồm video đầu tiên với những cảnh Lipps Inc. hát và nhảy múa dưới ánh đèn nhấp nháy ở một một sàn nhảy, trong khi phiên bản thứ hai là hình ảnh nhiều cô gái đang cùng nhau nhảy múa. Được ghi nhận là bài hát trứ danh trong sự nghiệp của Lipps Inc., nó đã xuất hiện trong nhiều tác phẩm điện ảnh và truyền hình, như Black Mirror, Friends, Gotham, Parenthood, Shrek 2 và Will & Grace, cũng như được hát lại và sử dụng làm nhạc mẫu bởi nhiều nghệ sĩ, trong đó nổi bật nhất là bản hát lại năm 1986 của ban nhạc người Úc Pseudo Echo, đã đứng đầu các bảng xếp hạng ở Úc, Canada và New Zealand. Ngoài ra, "Funkytown" còn xuất hiện trong nhiều album tuyển tập của Lipps Inc., như Funkyworld: The Best of Lipps, Inc. (1992) và Funkytown (2003).

## Danh sách bài hát
Đĩa 7"
- A. "Funkytown" – 4:00
- B. "All Night Dancing" – 3:09

## Xếp hạng
| Bảng xếp hạng (1980)                     | Vị trí cao nhất |
| ---------------------------------------- | --------------- |
| Úc (Kent Music Report)                   | 1               |
| Áo (Ö3 Austria Top 40)                   | 1               |
| Bỉ (Ultratop 50 Flanders)                | 1               |
| Canada (RPM)                             | 1               |
| Đan Mạch (IFPI)                          | 1               |
| Châu Âu (European Hot 100 Singles)       | 1               |
| Phần Lan (Suomen virallinen lista)       | 3               |
| Pháp (IFOP)                              | 1               |
| Đức (Official German Charts)             | 1               |
| Ireland (IRMA)                           | 3               |
| Israel (IBA)                             | 1               |
| Ý (FIMI)                                 | 5               |
| Hà Lan (Dutch Top 40)                    | 1               |
| Hà Lan (Single Top 100)                  | 1               |
| New Zealand (Recorded Music NZ)          | 1               |
| Na Uy (VG-lista)                         | 1               |
| Nam Phi (Springbok Radio)                | 5               |
| Tây Ban Nha (AFYVE)                      | 1               |
| Thụy Điển (Sverigetopplistan)            | 2               |
| Thụy Sĩ (Schweizer Hitparade)            | 1               |
| Anh Quốc (OCC)                           | 2               |
| Hoa Kỳ Billboard Hot 100                 | 1               |
| Hoa Kỳ Dance Club Songs (Billboard)      | 1               |
| Hoa Kỳ Hot R&B/Hip-Hop Songs (Billboard) | 2               |

| Bảng xếp hạng (1980)                 | Vị trí |
| ------------------------------------ | ------ |
| Australia (Kent Music Report)        | 9      |
| Austria (Ö3 Austria Top 40)          | 4      |
| Belgium (Ultratop 50 Flanders)       | 3      |
| Canada (RPM)                         | 14     |
| Denmark (IFPI)                       | 3      |
| France (IFOP)                        | 16     |
| Germany (Official German Charts)     | 13     |
| Italy (FIMI)                         | 30     |
| Netherlands (Dutch Top 40)           | 5      |
| Netherlands (Single Top 100)         | 10     |
| New Zealand (Recorded Music NZ)      | 7      |
| Switzerland (Schweizer Hitparade)    | 2      |
| UK Singles (Official Charts Company) | 26     |
| US Billboard Hot 100                 | 8      |
| US Hot R&B/Hip-Hop Songs (Billboard) | 15     |

| Bảng xếp hạng (1980-89)     | Vị trí |
| --------------------------- | ------ |
| Austria (Ö3 Austria Top 40) | 48     |
| Netherlands (Dutch Top 40)  | 33     |
| US Billboard Hot 100        | 75     |

| Bảng xếp hạng        | Vị trí |
| -------------------- | ------ |
| US Billboard Hot 100 | 375    |

## Chứng nhận
| Quốc gia | Chứng nhận  | Số đơn vị/doanh số chứng nhận |
| --- | ----------- | ----------------------------- |
| Úc (ARIA) | Bạch kim    | 100.000^                      |
| Canada (Music Canada) | 2× Bạch kim | 300.000                       |
| Pháp (SNEP) | Vàng        | 590,000                       |
| Đức (BVMI) | Vàng        | 500.000^                      |
| Anh Quốc (BPI) | Bạc         | 250.000^                      |
| Hoa Kỳ (RIAA) | Bạch kim    | 2.000.000^                    |
| * Chứng nhận dựa theo doanh số tiêu thụ. ^ Chứng nhận dựa theo doanh số nhập hàng. ‡ Chứng nhận dựa theo doanh số tiêu thụ và phát trực tuyến. |             |                               |